# کلینتونویل (آلاباما)
کلینتونویل (به انگلیسی: Clintonville) یک منطقهٔ مسکونی در ایالات متحده آمریکا است که در شهرستان کافی، آلاباما واقع شده‌است. کلینتونویل ۱۳۲٫۸۹ متر بالاتر از سطح دریا قرار دارد.